# パール・マイスター・グリーンガード賞
パール・マイスター・グリーンガード賞（Pearl Meister Greengard Prize）は、ロックフェラー大学が生物学および医学研究における女性科学者の卓越した業績に授与する賞。
同大学教授であったポール・グリーンガードと、その妻ウルスラ・フォン・リディングズヴァード によって設立された。グリーンガードが2000年に受賞したノーベル生理学・医学賞の賞金全額が寄付された。名称は彼の母親に由来する。賞金は10万ドル。

## 受賞者
- 2004年 - ニコール・マーサ・ルドワラン（英語版）
- 2005年 - フィリッパ・マラック
- 2006年 - メアリー・フランシス・リヨン（英語版）
- 2007年 - ゲイル・R・マーティン（英語版）、 ベアトリス・ミンツ（英語版）、エリザベス・ロバートソン（英語版）
- 2008年 - エリザベス・H・ブラックバーン、キャロル・W・グライダー、ヴィクトリア・ルンドブラッド（英語版）
- 2009年 - スザンヌ・コリー（英語版）
- 2010年 - ジャネット・ラウリー、メアリー＝クレア・キング
- 2011年 - ブレンダ・ミルナー
- 2012年 - ジョーン・A・スタイツ
- 2013年 - フーダ・ゾービ
- 2014年 - ルーシー・シャピロ
- 2015年 - ヘレン・ホッブス
- 2016年 - ボニー・バスラー
- 2017年 - ジョアン・スタビー
- 2018年 - ジェニファー・ダウドナ
- 2019年 - 荘小威
- 2020年 - ジョアン・コリー
- 2021年 - パメラ・ビョークマン
- 2022年 - カリコー・カタリン[3]
- 2023年 - Lily Jan, Eve Marder
- 2024年 - Svetlana Mojsov
- 2025年 - Maria Jasin